# Millam

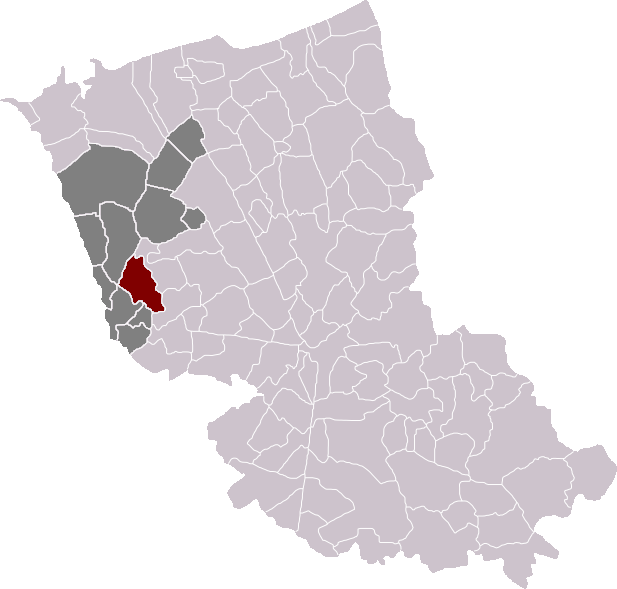
Localització de Millam

Millam (en neerlandès Millam) és un municipi francès, situat a la regió dels Alts de França, al departament del Nord, que forma part de la Westhoek. L'any 2006 tenia 751 habitants.

## Demografia
| 1962                                       | 1968 | 1975 | 1982 | 1990 | 1999 |
| ------------------------------------------ | ---- | ---- | ---- | ---- | ---- |
| 546                                        | 604  | 525  | 525  | 593  | 648  |
| Des de 1962: població sense dobles comptes |      |      |      |      |      |

## Administració
| Període   | Identitat         | Partit |
| --------- | ----------------- | ------ |
| 1959-1965 | André Luyssaert   |        |
| 1965-1989 | Jacques Cooche    |        |
| 1989-2001 | Bernard Luyssaert |        |
| 2001-     | Jean-Marie Burie  |        |